# 日本公眾衛生學會
一般社團法人日本公眾衛生学会（日语：／，Japanese Society of Public Health）是1947年在日本設立的学会，会員数超過8,000人，是日本公共衛生方面的主要学会之一。
- 設立：1947年（昭和22年）[2]
- 事務局：〒160-0022東京都新宿区新宿1-29-8　公衛大樓[3]
- 總会：每年1次[4]
- 機關刊物：《日本公眾衛生雜誌》（每月發行1次）[5]
- 地方会：有地方会，且於各会舉辦總会。[6]
- 会費：年会費8,000日圓[7]

## 實現無煙社会行動宣言
為推進煙草控制，2003年10月22日以時任理事長多田羅浩三名義發出。「行動宣言」由下列基本方針構成：
1. 在本学会会員等之間推進禁煙。
2. 在本学会及本学会關聯機構管理、運營的区域推進禁煙。
3. 不與煙草產業等進行共同研究等活動。
4. 推進（獎励）有關煙草控制的實践及研究之發表。
5. 與学校、地區、職業等合作，推進煙草控制實践活動。

## 外部連結
- 日本公眾衛生学会 （页面存档备份，存于）
- 日本公眾衛生協会 （页面存档备份，存于）